# Ville, Oise
Ville là một xã thuộc tỉnh Oise trong vùng Hauts-de-France phía bắc nước Pháp. Xã này nằm ở khu vực có độ cao từ 41-164 mét trên mực nước biển.